# Ciclo dell'invasione
Il ciclo dell'invasione è una saga fantascientifica scritta dallo statunitense Harry Turtledove tra il 1994 e il 1996 e ambientata nel corso della seconda guerra mondiale, mescolando elementi storici e ucronici al tema dell'invasione aliena. Il ciclo è composto da quattro romanzi ed è seguito da una seconda quadrilogia, il ciclo della colonizzazione.
I romanzi che compongono il ciclo sono:
1. Invasione anno zero (In the balance, 1994)
2. Invasione fase seconda (Tilting the balance, 1994)
3. Invasione atto terzo (Upsetting the balance, 1996)
4. Invasione atto finale (Striking the balance, 1996)

Dopo il ciclo dell'invasione la storia prosegue, con un salto narrativo di 25 anni, con il ciclo della colonizzazione.

## Trama
Siamo nel 1942, nel pieno della seconda guerra mondiale. Su tutti i fronti di guerra, russo, nordafricano, nel Pacifico, le battaglie sono durissime. Una notte però appare sul cielo sopra il ghetto di Varsavia una luce. Tale luce rappresenta l'arrivo di una razza aliena giunta sulla Terra per conquistarla.
Gli alieni ("La Razza", come usano chiamarsi) sono una razza di rettili alti 150-160 cm, apparentemente evolutasi da piccoli carnosauri come i velociraptor anche se, evolvendosi, hanno acquisito la capacità di digerire anche frutti e vegetali. Questi alieni, ovipari, si accoppiano a intervalli ben definiti e limitati nel tempo, quando le loro femmine vanno in estro; questo fatto ha determinato nella loro storia una evoluzione molto graduale e ritmata, totalmente diversa da quella rapida e caotica dell'umanità (i cui componenti hanno la capacità di generare figli continuamente causando quasi un "affastellarsi" iperbolico di generazioni le une sulle altre).
Basando i piani di invasione sulla propria storia e sulle passate esperienze di conquista (anch'esse avvenute a spese di razze ovipare dallo sviluppo lento) gli alieni hanno inviato sonde-spia sulla Terra (a circa 12 anni luce di distanza) ricevendone immagini del nostro pianeta fra l'anno 1000 e il 1200. La flotta di invasione (dotata di armi paragonabili a quelle del ventunesimo secolo terrestre: bombe atomiche, carri armati con motori a idrogeno e cannoni iperveloci, sofisticati caccia a reazione) era stata calcolata per sopprimere in pochi giorni una resistenza fatta da cavalieri in armatura dotati di picche e spade.
I rettili invasori sono quindi letteralmente sconvolti quando trovano i "toseviti" (come loro chiamano i terrestri, da "Tosev", il nome da loro dato al sole) impegnati in un grande conflitto globale che vede l'uso di tecnologie marginalmente inferiori alle loro, sviluppate nei pochi secoli impiegati dalle loro navi per raggiungere la Terra. Inoltre, gli scienziati terrestri riescono a studiare e copiare alcuni esemplari di armi aliene catturate, causando improvvisi balzi in avanti della tecnologia terrestre (ricordiamo che durante la Seconda guerra mondiale si tennero a battesimo molte tecnologie fondamentali per il mondo moderno: la missilistica, la propulsione a jet, ma anche l'informatica).
La storia si sviluppa attraverso un numero notevole di personaggi, dai soldati terrestri appartenenti a tutte le forze in campo, agli alieni fino ad arrivare alle persone comuni. Le loro storie si intrecciano in un susseguirsi di rivelazioni, segreti, colpi di scena e grandi battaglie.
Turtledove, nell'inserire l'elemento dell'invasione esterna, stravolgerà completamente lo sviluppo della storia come noi la conosciamo. Vedremo quindi nazisti che aiutano gli inglesi, cinesi che si alleano agli alieni contro i giapponesi, ebrei collaborazionisti contro il Terzo Reich e altro ancora.
Gli alieni sono profondamente diversi rispetto ai terrestri ad ogni livello. Non vivono in nuclei familiari stabili ma hanno la stagione degli amori durante la quale si accoppiano. Ubbidiscono ciecamente (o quasi) agli ordini dei superiori, venerano l'imperatore che sta su Patria, il loro pianeta natale.
Dal loro punto di vista le difficoltà dell'invasione, oltre alla oggettiva sorpresa di trovarsi di fronte ad un mondo industrializzato (radio, motore a combustione interna, carri armati, cannoni, etc) è dovuta anche la forte diversità sociale e culturale. Gli altri due pianeti sottomessi e colonizzati (Halless e Rabotev) presentano abitanti, che pur differendo dalla razza dal punto di vista fisico, per quanto riguarda lo spirito "sembrano usciti dallo stesso uovo: questi toseviti sono alieni, alieni!" come afferma il Signore di Flotta Atvar, anch'egli stupito ed impressionato dalle enormi differenze che li separano dai terrestri.
La guerra si trascina a fasi alterne, anche se la Razza (come i Rettili chiamano se stessi) è sempre in vantaggio grazie alla superiore tecnologia, i terrestri si battono con disperazione, avendo dalla loro parte la conoscenza del pianeta ed una superiore capacità di guerra e guerriglia, usando tattiche, trucchi, e doppiogiochi che sono sconosciuti agli alieni. L'Unione Sovietica è la prima a far esplodere un rudimentale ordigno atomico che pone fine all'avanzata della razza su Mosca; poi tocca agli Stati Uniti usare una bomba atomica per difendere Chicago. Anche il Terzo Reich riesce ad usare bombe atomiche. Gli alieni rispondono anch'essi con ordigni atomici, ma sono riluttanti ad usarli perché troppe esplosioni nucleari danneggerebbero il pianeta: la flotta di Colonizzazione che è in viaggio deve trovare un pianeta sano. Viceversa, i terrestri combattono senza esclusione di colpi perché hanno capito che una sconfitta causerebbe la sottomissione della razza umana per sempre. Alla fine, nel 1944, si arriva alla stipula di una tregua, firmata al Cairo: le cinque Grandi Potenze terrestri (Stati Uniti, Gran Bretagna, Germania, Unione Sovietica e Giappone, ciascuna con degli Stati minori nella loro sfera d'influenza) vengono riconosciute indipendenti dalla Razza, ma il resto del pianeta cade sotto il controllo degli alieni.